# Frank Hartmann (Diplomat)
Frank Hartmann (* 11. Juli 1965 in Aachen) ist ein deutscher Diplomat. Er war von 2021 bis 2024 Botschafter in Ägypten. Seit Mai 2024 leitet er die Asien-Abteilung im Auswärtigen Amt.

## Biografie
Hartmann studierte von 1986 bis 1993 Internationale Beziehungen sowie China-Studien an der Freien Universität, Berlin mit dem Abschluss als Diplom-Politologe. Von 1989 bis 1990 absolvierte er Auslandssemester an der Chinesischen Universität, Hongkong.
Er ist mit Tansy Law verheiratet.

## Diplomatische Laufbahn
Hartmann trat 1993 in Bonn in den Auswärtigen Dienst ein und absolvierte die Attachéausbildung für die höhere Beamtenlaufbahn. Im Anschluss wurde er für ein Jahr als Referent des Koordinators für transatlantische zwischengesellschaftliche, kultur- und informationspolitische Zusammenarbeit im Auswärtigen Amt in Bonn eingesetzt.
1996 wurde Hartmann als politischer Referent (Legationsrat 1. Klasse / 1. Sekretär) an die Deutsche Botschaft in Peking entsandt, wo er bis 1999 blieb. Zurück im nach Berlin umgezogenen Auswärtigen Amt wurde er als Referent im Parlaments- und Kabinettsreferat eingesetzt. Von Juni 2002 bis Juni 2005 war er der deutschen Botschaft Tokyo als politischer Referent im Range eines Botschaftsrats zugeteilt.
Es folgten Tätigkeiten als Kabinettschef zunächst des stellvertretenden Hohen Repräsentanten für Bosnien und Herzegowina (bis Februar 2006), dann bis Juli 2007 bei dem Hohen Repräsentanten und EU-Sonderbeauftragten für Bosnien und Herzegowina in Sarajewo. Zurück in der Zentrale des Auswärtigen Amts wurde Hartmann für vier Jahre stellvertretender Leiter des Referats für Mitteleuropa und die Benelux-Staaten.
Im Sommer 2011 kehrte er im Rang eines Botschaftsrats 1. Klasse an die deutsche Botschaft Peking zurück, wo ihm die Leitung des Pressereferats übertragen wurde. Nach nur zwei Jahren in dieser Funktion wurde er erneut in die Zentrale des Auswärtigen Amts gerufen, um im Juli 2013 Referatsleiter für Ostasien zu werden. Bereits im Juli 2015 wechselte er in die außenpolitische Abteilung des Bundeskanzleramts, wo er bis Mitte 2017 als Referatsleiter „Nah- und Mittelost, Afrika, Asien, Lateinamerika“ eingesetzt war.
Im Juli 2017 wurde er Krisenbeauftragter im Auswärtigen Amt. In dieser Funktion leitete er das Krisen- und Lagezentrum des Außenministeriums und koordinierte die Bildung und Arbeit von Krisenstäben der Bundesregierung.
Im Sommer 2021 erhielt Hartmann die Berufung zum außerordentlichen und bevollmächtigten Botschafter der Bundesrepublik Deutschland in der Arabischen Republik Ägypten. Er trat sein Amt in Kairo im August 2021 als Nachfolger von Cyrill Nunn an. In diesem Amt wurde er im Sommer 2024 von Jürgen Schulz abgelöst. Seit Mai 2024 leitet er die Asien-Abteilung im Auswärtigen Amt.